# Newbern (Alabama)
 Newbern, Alabama és una població dels Estats Units a l'estat d'Alabama. Segons el cens del 2000 tenia 231 habitants.

## Demografia
Segons el cens del 2000, Newbern tenia 231 habitants, 91 habitatges, i 59 famílies. La densitat de població era de 76,9 habitants/km².
Dels 91 habitatges en un 38,5% hi vivien nens de menys de 18 anys, en un 37,4% hi vivien parelles casades, en un 25,3% dones solteres, i en un 34,1% no eren unitats familiars. En el 33% dels habitatges hi vivien persones soles el 19,8% de les quals corresponia a persones de 65 anys o més que vivien soles. El nombre mitjà de persones vivint en cada habitatge era de 2,54 i el nombre mitjà de persones que vivien en cada família era de 3,28.
Per edats la població es repartia de la següent manera: un 32% tenia menys de 18 anys, un 6,5% entre 18 i 24, un 26% entre 25 i 44, un 18,6% de 45 a 60 i un 16,9% 65 anys o més.
L'edat mediana era de 34 anys. Per cada 100 dones hi havia 83,3 homes. Per cada 100 dones de 18 o més anys hi havia 80,5 homes.
La renda mediana per habitatge era de 20.682 $ i la renda mediana per família de 31.042 $. Els homes tenien una renda mediana de 25.625 $ mentre que les dones 11.875 $. La renda per capita de la població era de 9.476 $. Aproximadament el 17,5% de les famílies i el 31,4% de la població estaven per davall del llindar de pobresa.

## Poblacions més properes
El següent diagrama mostra les poblacions més properes.